# Mandoia
Mandoia/Mandojana és un poble i concejo pertanyent al municipi de Vitòria. Tenia 21 habitants en (2007). Forma part de la Zona Rural Nord-oest de Vitòria. Es troba a uns 525 msnm i es troba a 2 kilòmetres de l'aeroport de Vitòria i a 11 més de Legarda. Estava integrat dins el municipi de Foronda fins que el 1975 fou incorporat a Vitòria.

## Demografia
| 2000 | 2001 | 2002 | 2003 | 2004 | 2005 | 2006 | 2007 |
| ---- | ---- | ---- | ---- | ---- | ---- | ---- | ---- |
| 18   | 19   | 17   | 17   | 18   | 18   | 16   | 21   |